# Хамір
Хамір (англ. Hamer, араб. حامر) — поселення в Сирії, що складає невеличку друзьку общину в нохії Ізра, яка входить до складу мінтаки Ізра в південній сирійській мухафазі Дара.